# Simoides flavipila
Simoides flavipila är en tvåvingeart som beskrevs av Hull 1964. Simoides flavipila ingår i släktet Simoides och familjen blomflugor. Inga underarter finns listade i Catalogue of Life.